# Normandia nitens
Normandia nitens is een keversoort uit de familie beekkevers (Elmidae). De wetenschappelijke naam van de soort werd in 1817 gepubliceerd door Müller.